# Korzički jezici
Korzički jezici, podskupina južnoromanskih jezika čiji je jedini član korzički jezik koji se govori na Korzici u Francuskoj (341,000) te u gradovima Pariz, Marseilles, oko 1,000 ljudi na otočju Maddalena pred korzičkom obalom, Italija, te u prekomorskim državam Bolivija, Kanada, Kuba, Portoriko, Urugvaj, SAD i Venezuela.

## Vanjske poveznice
- Ethnologue (14th)
- Ethnologue (15th)